# Edith Simonová
Edith Simonová (* 24. srpna 1961 Vídeň, Rakousko) je bývalá reprezentantka Rakouska v judu.

## Sportovní kariéra
Patřila k silné generaci rakouských judistek vedené trenérem Ernestem Raserem. Byla nepřekonatelná v tzv. submisson, kdy je soupeř nucen souboj vzdát (škrcení, páčení).

## Výsledky

### Váhové kategorie
| Turnaj             | 1980         | 1981         | 1982         |              |
| Turnaj             | 19           | 20           | 21           |              |
| Turnaj             | střední váha | střední váha | střední váha | střední váha |
| ------------------ | ------------ | ------------ | ------------ | ------------ |
| Mistrovství světa  | 1.           |              | —            |              |
| Mistrovství Evropy | ?            | 3.           | 1.           |              |

### Bez rozdílu vah
| Turnaj             | 1980 | 1981 | 1982 |
| Turnaj             | 19   | 20   | 21   |
| ------------------ | ---- | ---- | ---- |
| Mistrovství Evropy | ?    | ?    | 1.   |